# I Love Europe
I Love Europe (engelska: Jag älskar Europa) är en sång vars musik komponerades av Torgny Söderberg och Magnus Johansson, medan texten skrevs av Ingela Forsman. Melodin framfördes ursprungligen av Christer Sjögren vid den svenska Melodifestivalen 2008. Den 9 februari 2008 tog sig melodin direkt vidare från deltävlingen i Scandinavium i Göteborg till finalen i Globen den 15 mars samma år. Väl där slutade låten på nionde plats. Magnus Johansson medverkade även på scenen som trumpetare.

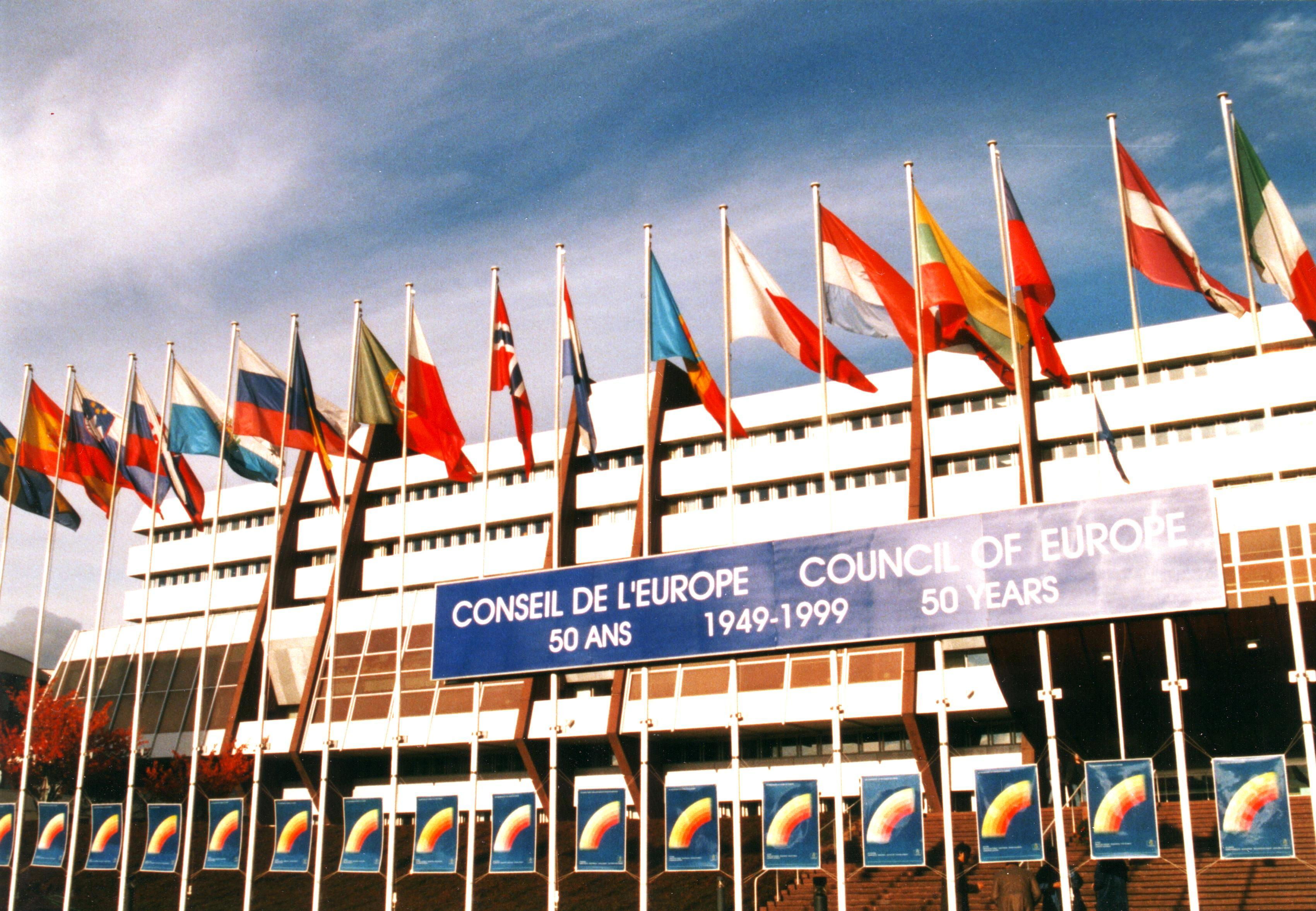
Sångtexten beskriver alla Europas stater som en enda stor familj.

Sångtexten handlar om drömmen om vänskap över hela Europa, och liknar folken i världsdelen vid en enda stor familj.
Den 12 mars 2008 släpptes singeln, och placerade sig som högst på 15:e plats på den svenska singellistan. Melodin låg även på Svensktoppen i 18 veckor under perioden 6 april–3 augusti 2008, med femteplats som högsta placering. Sången förlades även som bonusspår till Christer Sjögrens studioalbum Mitt sköna sextiotal, som släpptes i september samma år.
Sången fick stor uppmärksamhet av radiostationen Rix FM och en av deras programledare, Gert Fylking. På uppdrag av Rix Morronzoo startade han kampanjsidan Christer till Belgrad, för att locka folk att rösta på bidraget.
I Dansbandskampen 2008 framfördes låten av Larz-Kristerz, med dragspelsarrangemang. Bandet tolkade även låten på albumet Hem till dig, som släpptes i februari 2009.
I Framåt fredag gjordes en parodi som hette I Europa.

## Spårlista
1. I Love Europe (radioversion)
2. I Love Europe (singback)

## Listplaceringar
| Lista (2008)                | Topplacering |
| --------------------------- | ------------ |
| Sverige (Sverigetopplistan) | 15           |

## Medverkande
- Christer Sjögren - Sång
- Torgny Söderberg-  Klaviatur, låtskrivare, producent
- Magnus Johansson - Trumpet, klaviatur, låtskviare, producent
- Per Lindvall - Trummor
- Lasse Wellander - Gitarr
- Mats Johansson - Gitarr
- Ingela Forsman - Sångtextförfattare